# Tiergesundheitsgesetz
Das Tiergesundheitsgesetz regelt die Vorbeugung vor Tierseuchen und deren Bekämpfung. In diesem Rahmen dient es auch der Erhaltung und Förderung der Gesundheit von Vieh und Fischen, soweit das Vieh oder die Fische der landwirtschaftlichen Erzeugung dient oder dienen. Das Tiergesundheitsgesetz ist am 1. Mai 2014 als Neufassung des Tierseuchengesetzes in Kraft getreten.